# Торопин, Гранит Иванович
Грани́т Ива́нович Торо́пин (род. 23 февраля 1940, с. Пильтун, Сахалинская область) — мастер спорта СССР по вольной борьбе, заслуженный тренер СССР (1977).

## Биография
Выпускник Смоленского государственного института физической культуры (1967). На тренерской работе с 1967 года, работал в Калининграде и Киеве, в Индии. С 1977 по 1984 годы входил в тренерский штаб сборной команды СССР по вольной борьбе. Тренер сборной СССР на Олимпийских играх 1980 и Олимпийских играх 1988 годов.
Подготовил более десяти мастеров спорта, трёх мастеров спорта международного класса, а также двух Заслуженных мастеров спорта — Сергея Белоглазова, ставшего четырёхкратным чемпионом СССР, шестикратным чемпионом мира и двукратным олимпийским чемпионом, и его брата-близнеца Анатолия Белоглазова, ставшего четырёхкратным чемпионом СССР, чемпионом Европы, трёхкратным чемпионом мира и олимпийским чемпионом.
С 1996 года с США (Бостон), работает в Гарвардском университете на кафедре борьбы.
Ежегодно, в г. Калининграде проводится турнир по вольной борьбе среди юношей до 16 лет на призы Г. И. Торопина.

## Награды, признание
- Заслуженный тренер СССР
- Орден Трудового Красного Знамени
- Орден «Знак Почёта»[5].

## Семья
Женат, имеет двух дочерей.